# グスタフ・ヤンション
グスタフ・ヤンション（Gustaf Nils Jansson、1922年1月5日 - 2012年4月19日）は、スウェーデンの元陸上競技選手である。 彼は1952年に開催されたヘルシンキオリンピックのマラソンで銅メダルを獲得した。

## 経歴
ヘルシンキオリンピックのマラソンは、32の国から66名の選手が出場して7月27日に実施された。出場者66名のうち53名が完走し、チェコスロバキア代表のエミール・ザトペックが2時間23分3秒2の記録で優勝した。ヤンションは2時間26分7秒の記録で3位に入り、銅メダル獲得を果たした。その後1955年に、マラソンでの自己最高となる2時間21分40秒を出している。
2012年4月19日、逝去。90歳没。